# El Casal (Rupit i Pruit)
El Casal és una masia de Rupit i Pruit (Osona) inclosa a l'Inventari del Patrimoni Arquitectònic de Catalunya.

## Descripció
Masia de planta rectangular, coberta a dues vessants amb el carener perpendicular a la façana de ponent. Consta de planta baixa i primer pis. El portal de la façana es troba descentrat del cos de l'edificació (vers l'esquerre) és de forma rectangular i al damunt s'hi obre un balcó (antiga finestra); la part dreta d'aquest sector està mig enderrocada i només es conserva un forn a nivell del primer pis. A la banda de tramuntana hi ha petites obertures. A llevant hi ha un cobert força modern amb el teulat parcialment esfondrat. A migdia s'hi observen clarament dues etapes constructives tant pels materials com per les obertures. Els materials constructius són murs de granit vermell unit amb fang i morter de calç. Les obertures tenen els carreus molt ben treballs amb gres gris o bé vermell.

## Història
Masia adscrita a l'antiga parròquia de Sant Joan de Fàbregues, de la qual se'n tenen notícies des de l'any 1000 i avui es troba unida a la parròquia de Sant Miquel de Rupit. El mas no es troba registrat en els fogatges de la parròquia, però si que conserva dades constructives que fan referència a possibles reformes o ampliacions de la casa: l'any 1761 apareix tant a la llinda de la porta com la d'una finestra.